# Antipsara
Antipsara (en grec moderne : Αντίψαρα) est une île grecque de la mer Égée, située à 3 km à ouest de l'île de Psara. Elle fait partie du dème, dans le district régional de Chios et la périphérie d'Égée-Septentrionale.
Le point culminant est de 130 m d'altitude.
L'île est habitée par 4 habitants d'après le recensement de 2011.
Il existe des traces d'implantation datant de la Grèce antique et de la période romaine. Le port de l'île a été utilisé comme base navale pendant la période ottomane. On y trouve la petite église de St John (Άγιος Ιωάννης) sur la côte est de l'île.